# Редіу (Хочень, Васлуй)
Редіу (рум. Rediu) — село у повіті Васлуй в Румунії. Входить до складу комуни Хочень.
Село розташоване на відстані 274 км на північний схід від Бухареста, 18 км на південний схід від Васлуя, 72 км на південь від Ясс, 124 км на північ від Галаца.

## Населення
За даними перепису населення 2002 року у селі проживали 32 особи, усі — румуни. Усі жителі села рідною мовою назвали румунську.